# آيت بلحاج ويوان (أم ربيع)
آيت بلحاج ويوان هي إحدى مشيخات المملكة المغربية، تتبع جغرافيا لإقليم خنيفرة وإداريًا لأم ربيع. يقدر عدد سكانها بـ 697 نسمة حسب الإحصاء الرسمي للسكان والسكنى لسنة 2004.